# Treigny-Perreuse-Sainte-Colombe
Treigny-Perreuse-Sainte-Colombe é uma comuna francesa na região administrativa da Borgonha-Franco-Condado, no departamento de Yonne. Estende-se por uma área de 67.46 km². Em 2010 a comuna tinha 1 003 habitantes (densidade: 14,9 hab./km²).
Foi criada em 1 de janeiro de 2016, a partir da fusão das antigas comunas de Treigny (sede da comuna) e Sainte-Colombe-sur-Loing.